# Národní park De Biesbosch
Národní park De Biesbosch (nizozemsky Nationaal Park De Biesbosch) je národní park v Nizozemsku. Má rozlohu 90 km² a nachází se na území provincií Severní Brabantsko a Jižní Holandsko. Byl vyhlášen v roce 1994 a je spravován organizací Staatsbosbeheer.
Park leží na místě zemědělské krajiny Grote Hollandse Waard, která byla zatopena při povodni svaté Alžběty v roce 1421 a vznikl rozsáhlý mokřad. Název De Biesbosch znamená „rákosový les“. Leží mezi řekami Merwede a Amer a je protkán mnoha vodními cestami. Skládá se z částí Sliedrechtse Biesbosch, Hollandse Biesbosch a Brabantse Biesbosch. Nejbližším městem je Dordrecht, kde bylo zřízeno návštěvnické centrum. Ve vesnici Altena se nachází muzeum věnované zdejší historii a přírodním zajímavostem.
Les je tvořen převážně vrbami, typickými bylinami jsou netýkavka žláznatá, čarovník pařížský, blatouch bahenní, vrbovka chlupatá a vzácný skřípinec trojhranný. Příznivé podmínky zde nachází vodní ptactvo, např. volavka stříbřitá, bukač velký, potápka malá, husa velká, čírka modrá, ledňáček říční nebo kulík písečný. Od roku 2011 v národním parku také hnízdí orel mořský. Ze savců se zde vyskytuje srnec obecný, liška obecná, tchoř tmavý, ondatra pižmová nebo rejsec vodní, z moře na území parku občas pronikne tuleň obecný. V roce 1988 zde byl vysazen bobr evropský, plánuje se také introdukce losa evropského. Ve vodě žije štika obecná, úhoř říční, hořavka hořká, plotice obecná, mihule mořská, koljuška tříostná, čolek obecný a skokan skřehotavý.
Za druhé světové války se ve zdejší divoké krajině ukrývali příslušníci protiněmeckého odboje. Na konci války probíhala parkem hranice mezi osvobozenou a okupovanou částí Nizozemska, přes kterou převáděla uprchlíky skupina zvaná line-crossers.